# Cyclocephala putrida
Cyclocephala putrida är en skalbaggsart som beskrevs av Hermann Burmeister 1847. Cyclocephala putrida ingår i släktet Cyclocephala och familjen Dynastidae. Inga underarter finns listade i Catalogue of Life.